# Макаровська (Спаське сільське поселення)
Мака́ровська (рос. Макаровская) — присілок у складі Тарногського району Вологодської області, Росія. Входить до складу Спаського сільського поселення.

## Населення
Населення — 8 осіб (2010; 5 у 2002).
Національний склад (станом на 2002 рік):
- росіяни — 100 %